# Кыргызстан — страна короткометражных фильмов
Междунаро́дный кинофестива́ль «Кыргызста́н — страна́ короткометра́жных фи́льмов» — ежегодный кинофестиваль короткометражных фильмов стран СНГ, Балтии и Грузии. Фестиваль был основан общественным деятелем, кинорежиссёром и продюсером Садык Шер-Ниязом в 2011 г. в городе Бишкек, Кыргызстан. Традиционно, открытие кинофестиваля проходит 12 декабря и длится до 15 декабря. Дата открытия кинофестиваля приурочена ко дню рождению киргизского и русского писателя Чингиза Айтматова. Организаторами фестиваля являются общественный фонд «Айтыш», киностудия «Айтыш Фильм» и Союз кинематографистов Киргизской Республики.

## Общая программа
Фестиваль предусматривает две конкурсные программы: национальную и международную. Для участия в кинофестивале допускаются короткометражные игровые, документальные и мультипликационные фильмы, созданные в Кыргызстане, а также в странах СНГ, Балтии и Грузии, и завершённые в том году, в котором подаётся заявка на участие.

## Цель фестиваля
Целью фестиваля является развитие культурного диалога между странами СНГ, Балтии и Грузии, сохранение самобытности и развитие традиционных культурных ценностей на фоне глобализации всего мира.

Кинофестиваль стремится расширить границы создания короткометражных фильмов, чтобы направить общество к истокам нравственно — эстетических и духовных идеалов. Фестиваль имеет большое значение в развитии кинематографа и культуры современного Кыргызстана.

## Награды кинофестиваля
Общий призовой фонд составляет 500 000 сом (KGS). Награды присуждаются по четырём номинациям для обеих конкурсных программ:
- «Лучший фильм»
- «Лучшая режиссура»
- «Специальный приз жюри»
- «Приз зрительских симпатий»

С 2012 года победители так же получают в качестве награды статуэтку кинофестиваля.

## Лауреаты кинофестиваля
| Фестиваль  | Номинация                                            | Фильм |
| ---------- | ---------------------------------------------------- | --- |
| I — 2011   | Лучший фильм национального конкурса                  | «Жамгыр», режиссёр Айгуль Баканова                                                                                        |
| I — 2011   | Лучшая режиссура в национальном конкурсе             | «Саз», режиссёр Бусурман Одуракаев                                                                                        |
| I — 2011   | Специальный приз жюри национального конкурса         | «Неоконченные сны», режиссёр Тынчтыкбек Акималиев                                                                         |
| I — 2011   | Приз зрительских симпатий национального конкурса     | «Саз», режиссёр Бусурман Одуракаев                                                                                        |
| I — 2011   | Специальное упоминание жюри в национальном конкурсе  | «Кардиограмма», режиссёр Жуманазар Койчубеков                                                                             |
| I — 2011   | Специальное упоминание жюри в национальном конкурсе  | «Кайрат», режиссёр Венера Джаманкулова                                                                                    |
| I — 2011   | Лучший фильм международного конкурса                 | «Вода», режиссёр Алижан Насиров (Кыргызстан)                                                                              |
| I — 2011   | Лучшая режиссура в международном конкурсе            | «Надежда 3D», режиссёр Арко Окк (Эстония)                                                                                 |
| I — 2011   | Специальный приз жюри международного конкурса        | «Кто всё придумал», режиссёр Юрий Чирковский (Грузия)                                                                     |
| I — 2011   | Приз зрительских симпатий международного конкурса    | «Изольда», режиссёр Катерина Кучер (Украина)                                                                              |
| I — 2011   | Специальное упоминание жюри в международном конкурсе | «Летать высоко», режиссёр Шарофат Арабова (Таджикистан)                                                                   |
| I — 2011   | Специальное упоминание жюри в международном конкурсе | «Назар», режиссёр Умид Хамдамов (Узбекистан)                                                                              |
| II — 2012  | Лучший фильм национального конкурса                  | «Тишина», режиссёр Наргиза Маматкулова                                                                                    |
| II — 2012  | Лучшая режиссура в национальном конкурсе             | «Чайка», режиссёр Елизавета Стишова                                                                                       |
| II — 2012  | Специальный приз жюри национального конкурса         | «Без надобности зачем ехать в Зардалы», режиссёр Абдулалим Мамадалиев и «Моисей: море внутри», режиссёр Эмиль Атагельдиев |
| II — 2012  | Приз зрительских симпатий национального конкурса     | «Узник», режиссёр Алмаз Зарылбек уулу                                                                                     |
| II — 2012  | Лучший фильм международного конкурса                 | «Дистанция», режиссёр Янно Юргенс (Эстония)                                                                               |
| II — 2012  | Лучшая режиссура в международном конкурсе            | «Акварель», режиссёр Елена Друм (Россия)                                                                                  |
| II — 2012  | Специальный приз жюри международного конкурса        | «Лом», режиссёр Вероника Уткина (Украина)                                                                                 |
| II — 2012  | Приз зрительских симпатий международного конкурса    | «Благодать», режиссёр Дальмира Тилепбергенова (Кыргызстан)                                                                |
| III — 2013 | Лучший фильм национального конкурса                  | «Перегон», режиссёр Руслан Акун                                                                                           |
| III — 2013 | Лучшая режиссура в национальном конкурсе             | «Кара далы», режиссёр Алижан Насиров                                                                                      |
| III — 2013 | Специальный приз жюри национального конкурса         | «Переваливший через века народ», режиссёр Марсбек Бусурманкулов                                                           |
| III — 2013 | Приз зрительских симпатий национального конкурса     | «Перегон», режиссёр Руслан Акун                                                                                           |
| III — 2013 | Лучший фильм международного конкурса                 | «Между», режиссёр Шарофат Арабова (Таджикистан)                                                                           |
| III — 2013 | Лучшая режиссура в международном конкурсе            | «Алхас и Джульетта», режиссёр Ашот Кещян (Армения)                                                                        |
| III — 2013 | Специальный приз жюри международного конкурса        | «Поколение войны», режиссёр Давид Пипия (Грузия)                                                                          |
| III — 2013 | Приз зрительских симпатий международного конкурса    | «Отец», режиссёр Айнур Исмаилова (Казахстан)                                                                              |
| IV — 2014  | Лучший фильм национального конкурса                  | «Прах земной», режиссёр Чолпонай Борубаева                                                                                |
| IV — 2014  | Лучшая режиссура в национальном конкурсе             | «Жена моего отца», режиссёр Венера Джаманкулова                                                                           |
| IV — 2014  | Специальный приз жюри национального конкурса         | «Физрук, золото и река», режиссёр Аманбек Ажымат                                                                          |
| IV — 2014  | Приз зрительских симпатий национального конкурса     | «По следам хищника», режиссёр Азамат Арыков                                                                               |
| IV — 2014  | Лучший фильм международного конкурса                 | «Каждый первый», режиссёр Николай Котяш (Россия)                                                                          |
| IV — 2014  | Лучшая режиссура в международном конкурсе            | «Лифт», режиссёр Асан Джанталиев (Кыргызстан)                                                                             |
| IV — 2014  | Специальный приз жюри международного конкурса        | «Дом № 16», режиссёр Азиз Ахмеджанов (Узбекистан) и «Отражение», режиссёр Айшад Сафаралиев (Азербайджан)                  |
| IV — 2014  | Приз зрительских симпатий международного конкурса    | «Ах, Вели, Вели…», режиссёр Бюль Бюль Мамедов (Туркменистан)                                                              |